# Egesina aspersa
Egesina aspersa är en skalbaggsart som beskrevs av Holzschuh 1998. Egesina aspersa ingår i släktet Egesina och familjen långhorningar.
Artens utbredningsområde är Sri Lanka. Inga underarter finns listade i Catalogue of Life.